# Ја (филм)
Jа је индијски акциони филм из 2015. године, снимљен у режији Ш. Шанкар. Радња филма говори о бодибилдеру, који постаје модел, а након што је унакажен, свети се онима који су одговорни за његову невољу.

## Радња
Филм почиње тако што "чудовиште" киднапује младу и доводи је у напуштену кућу.
Следи флешбек, који прича причу о Лингесану. Он је бодибилдер који жели да победи на такмичењу Мр. Тамил Наду и оде на такмичење Мр. Индија. Такође је заљубљен у Диа, модел ТВ рекламе. На такмичењу га његов главни противник Рави, заједно са осталим такмичарима, напада у свлачионици, али Лингесан успева да победи све. Рави испада из такмичења и обећава да ће уништити Лингесанов живот, који добија титулу.
Право „чудовиште“ се ушуња у кућу изгубљеног бодибилдера, запали је горивом и после неколико минута угаси ватру, остављајући опеченог човека да чека хитну помоћ.
Прича сеже у прошлост, где Лингесан завршава у студију где Дија снима. У међувремену, са девојком није све савршено, њен партнер за снимање Џон је непотребно груб и опсесивно јој показује пажњу. Када га она коначно одбије, он тражи да је замени другом манекенком. Тада одлучује да понуди Лингесану да јој постане партнер. Он се лудо радује таквој понуди и због Дије одбија да оде на такмичење "Мр. Индија". На првом фотографисању упознаје стилисткињу Осму Јасмин, а такође почиње да учи од Дианиних техника позирања. Диа га упознаје са својим агентом као Лијевом новом манекенком и натера га да замени Џона у реклами за парфем "И".
Међутим, на сету, Ли је превише спутан због блискости његове обожаване Дије. Редитељ јој саветује да започне аферу са њим, иначе ће морати сама да позове Џона назад, а она одлучује да превари. Након њеног „признања“, пуцњава почиње да тече нормално. Али Осма, коме се допао Лингасан, открива му истину. Али након што се разочара у Ди, девојка схвата да се и она заљубила у њега. Покушај Лија, кога су покушали да полију киселином, поново их окупља, а Осме остаје да се гризе за лактове.
У садашњости, Осма се буди са телом прекривеним косом. „Звер” јој објашњава да је у њене производе за негу тела умешао супстанце за раст длака, а она сада никада неће моћи да их се реши.
У прошлости су огласи са Лијем и Дијом постали популарни и довели до повећања продаје, након чега је Ли заменио Џона у свим актуелним пројектима. Међутим, Лингесан одбија да рекламира безалкохолна пића која могу бити штетна по здравље. Његово одбијање узрокује велике губитке производној компанији, а њен власник Индра Кумар се куне да ће Ли платити за то.
У право "чудовиште" улази у вилу власника компаније "И" и препознаје га као Лија. Полива свог непријатеља шећерним сирупом, пушта три хиљаде пчела на њега, а оне га истовремено гризу.
Ли и Дија објављују веридбу, а Лијеви непријатељи Џон, Осма и Индра Кумар одлучују да се уједине. Џон унајмљује бодибилдера Равија за њихову освету. Заједно доводе Лија у напуштено складиште, али он побеђује све противнике, али и сам губи свест.
Диа покушава да побегне од свог отмичара омамљујући га, али проналази Лијев телефон код њега. Затим поново покушава да од њега добије одговор на своја питања, користећи ланац као омчу. И први пут јој се обраћа, одговарајући да је убио Лингесана.
Ближило се венчање Дије и Лија, али је младожења имао проблема: почела је да му опада коса, а потом и зуби. Лију прилази породични пријатељ др Васудеван, који му каже да је у питању генетска грешка и да нема лека. За кратко време, Лингесан се мења до непрепознатљивости, претварајући се у "чудовиште", тако да га Диа након сусрета више не препознаје. Након тога, Ли је покушао да изврши самоубиство, али га пријатељ Бабу одводи у болницу. Тада одлучује да инсценира сопствену смрт како би Диа могла да живи и да га не чека вечно. У међувремену, њена мајка инсистира да се девојка уда што је пре могуће, али су сви удварачи одбили. А мајка нуди доктору Васаудевану да постане Дијин муж. На дан њиховог венчања, Ли сазнаје да његово стање није узроковано генетиком, већ вирусом. На свадбеном пријему упознаје три непријатеља и сазнаје да су имали још једног саучесника - доктора Васудевана, који је одавно заљубљен у Дију. На дан отмице убризгали су му вирус и осудили га на судбину гору од смрти. Ослабљен вирусом не може на силу да им се одупре и омета свадбу, онда му падне на памет да отме младу.
Диа схвата да је њен киднапер Лингесан. Ли тада одлази да се обрачуна са Васудеваном, али га он чека у његовој кући. Херој успева да побегне користећи импровизована средства и дресирани пас који уједе доктора. Бабу посећује Лијеве непријатеље у болници да им утрља со у ране. Џон јури и налеће на Лингесана који га чека. Током потјере, он гура Џона на високонапонске жице, где истог тренутка губи руку. У исто време, Васудеван почиње да развија израслине на својој кожи, баш као што је Ли раније имао. Како му се стање погоршава, Бабу објашњава да су заменили лек који је убризгао за беснило након што га је угризао пас са вирусом горим од „ја“. Лингесан ослобађа Дију, али она не жели да га напусти и нуди да заједно напусте овај свет.

## Улоге
| Глумац           | Улога         |
| ---------------- | ------------- |
| Викрам           | Лингесан / Ли |
| Ами Џексон       | Дија          |
| Сантанам         | Бабу          |
| Суреш Гопи       | Васудеван     |
| Упен Пател       | Джон, модел   |
| Рамкумар Ганесан | Индра Кумар   |
| Одџас Раџани     | Осма Џасмин   |